# Tocándar
O Grupo de Percussão Tocándar nasceu na Marinha Grande no ano 2000 como projecto pedagógico e artístico que transporta para os nossos dias a festa dos “Zés Pereiras”.

## Introdução
Na rua ou em palco, o grupo apresenta um espectáculo que faz a fusão entre bombos, caixas, timbalões, djembés, didgeridos, espanta espíritos, estruturas metálicas, bidões, caretos, cabeçudos, gigantones, tamborileiros e gaiteiros, onde convivem ambientes rítmicos tradicionais e contemporâneos, impregnados de energia juvenil.
O grupo realiza arruadas, espectáculos em palco e oficinas de percussão. Cada espectáculo é o culminar de um processo de aquisição de competências na área das culturas tradicionais, desenvolvido de forma cooperada.
Todo o trabalho de preparação é desenvolvido nas Oficinas do Projecto A-Ventura, da Escola Secundária Eng. Acácio Calazans Duarte, na Marinha Grande e envolve alunos de diferentes escolas.

## Indumentária
A indumentária do Grupo de Percussão Tocándar é uma homenagem a todas as gentes de trabalho da Marinha Grande. A cidade está ligada à indústria vidreira e por essa mesma razão, o grupo recorreu às vestes usadas tradicionalmente nesta indústria.
Assim, a partir do avental de zuarte azul das empalhadeiras e das calças de peitilho das escolhedeiras; da calça de zuarte azul e da camisa de estamanhinha do vidreiro, nasceu a indumentária com que o grupo se apresenta e que é constituída por: "jardineira" azul, camisa de estamanhinha cinzenta (ou branca), t-shirt branca e boné azul.
Os instrumentos são decorados com o tradicional lenço vermelho, usado pelos vidreiros para limparem as bagas de suor durante o trabalho.

## Distinções atribuídas
- "Projecto de Interesse Cultural" (Câmara Municipal da Marinha Grande - 2001)
- "Projecto com importância pedagógica e artística" (CAE Leiria - Ministério da Educação - 2004)
- “Prémio Calazans de Mérito Artístico" (2006)
- Troféu "Melhor grupo de percussão" (Rádio Central FM - 2006)
- Prémio Calazans de "Mérito Artístico" 2006
- "Projeto de interesse pedagógico e artístico" - DREC - Ministério da Educação 2009
- Prémio Calazans de "Mérito Cívico" - 2011

## Discografia
- colaboração no CD " De la revuelta a la marea" da banda asturiana "La Raitana" (2002);
- CD “Tocándar” (2004);
- DVD “Não há festa sem bombos!” (2004);
- colaboração no CD “Portugal a Rufar” (2005);
- CD "Tocándar ao vivo" (2005);
- DVD “Ritmus” (2006);
- colaboração do CD “Roncos do Diabo”(2008);
- vídeo clip’s de “Canto da Terra” de Roberto Leal (2008);

## Alguns espectáculos e workshops em destaque
Espanha
Hoyos del Espino, Gioán, Vigo, Nava (Festival da Sidra), Salamanca, Huesca (Festas de San Lorenzo), S. Esteban de Gormaz (Festival Aires de Dulzaina), Zaragoza (Expo 2008), Santiago de Compostela, Vigo, A Guarda, etc.
França
Angoulême (Concert Européean)
Itália
Prato (participação no Seminário do Projecto ENTRAMUS - Rede Europeia de Escolas de Música Tradicional)
Portugal
Beja (Ovibeja), V. R. Santo António, Grândola (FolKontest), Faro (5º Komboyo dos Lokos), Trebilhadouro - Vale de Cambra (IV Festival de Artes e Cultura Tradicionais), Gaia (Festival Convivência com Gaiteiros de Lisboa), Mindelo (Concertada 2005), Seixal (Festa do "Avante!"), Ponta Delgada - Açores (primeiros passos do grupo de percussão da Associação Tradições), Chãos - Rio Maior (“Tambores e Fogo” com Humanart), Zambujeira do Mar (Festival do Sudoeste), Lisboa (Parada de Aniversário da SIC), Fátima ("14ª Gala da Central FM"), Lisboa (I Sarau de Gala da Ginástica), Vila Franca de Xira (Festa do Colete Encarnado), Pinhal Novo (FIG - Festival Internacional de Gigantes), RTP (Programa "Portugal Azul"), Marinha Grande (Feira de Artesanato e Gastronomia com La Raitana), Fátima (gravação de vídeo clip's e espectáculo com Roberto Leal), Seixal (Portugal a Rufar), Braga (Encontro Internacional de Gigantones e Cabeçudos), Marinha Grande (Abertura do Campeonato Mundial de Orientação), Lisboa, etc.